# 毛刘周朱陈林邓
毛刘周朱陈林邓是对中国共产党第八届中央委员会七名政治局常委的合称，即毛泽东、刘少奇、周恩来、朱德、陈云、林彪和邓小平。后世将他们视为中国共产党第一代领导集体。

## 历史

### 毛核心的形成：1935—1945
毛刘周朱陈林邓格局的形成最早是在遵义会议上。1935年1月，遵义会议补选了中央政治局委员、中华苏维埃共和国中央执行委员会主席毛泽东为中央政治局常委（即中央书记处书记）。1938年9月29日至11月6日，中共六届六中全会在延安举行，中央书记处书记为：张闻天、毛泽东、王明、康生、陈云。但实际排名第一的已经是毛泽东。

### 五大书记时期：1945—1956
1945年中共七大确立了毛泽东的核心地位。七届一中全会上，毛泽东、朱德、刘少奇、周恩来、任弼时五人为中央书记处书记，称为五大书记。
其中，任弼时于1950年去世，陈云递补。

### 建国后到文革前：1956—1966
1956年9月中共八届一中全会上，毛泽东当选为中央委员会主席，刘少奇、周恩来、朱德、陈云当选为副主席。邓小平当选为中央委员会总书记。林彪当选为中央政治局委员，兼任国务院副总理、国防委员会副主席等职。中共八大实际上已确立了毛刘周朱陈林邓领导集体的基本格局。
1958年5月中共八届五中全会上，林彪被增选为中央政治局常委和中共中央副主席。至此，毛刘周朱陈林邓七人正式组成中央政治局常委会。

## 后续
1966年文革开始后，林彪一度成为仅次于毛泽东的接班人。1971年林彪事件后，林彪被定为林彪反党集团的主谋。
文革结束后，仍在世的人物仅剩邓小平和陈云，在八十年代形成双峰政治，至1989年5月陈云提出“以邓小平为头子（核心）的党中央”。

## 评价
邓小平在1989年回忆说：中共在遵义会议之前，从陈独秀、瞿秋白、向忠发、李立三到王明，都没有形成一个成熟的党中央。遵义会议后逐渐形成了一个领导集体，即“毛刘周朱和任弼时”，任弼时去世后又加上陈云。中共八大组成了毛刘周朱陈邓六人常委会，后来又加了林彪，一直到文化大革命。
习近平《在庆祝中国共产党成立100周年大会上的讲话》中说：“我们深切怀念为中国革命、建设、改革，为中国共产党建立、巩固、发展作出重大贡献的毛泽东、周恩来、刘少奇、朱德、邓小平、陈云同志等老一辈革命家”。